# Кубань (стадион)
«Куба́нь» — многоцелевой стадион в городе Краснодаре, домашняя арена футбольного клуба «Кубань» с 2018 года, возрождённой болельщиками и бывшими игроками клуба команды «Кубань» с 2019 года. В 1960—2018 годах стадион был домашним для клуба «Кубань», в 2009—2016 годах соперников на нём принимал также клуб «Краснодар», а в 2018—2019 годах стадион был домашней ареной для ЖФК «Кубаночка». Вместимость стадиона составляет 35 200 зрителей. Стадион был открыт 30 октября 1960 года, а первый футбольный матч на нём состоялся 14 мая 1961 года.

## История
Стадион был построен в 1960 году, торжественно открыт 30 октября того же года, на момент постройки официально вмещал 20 000 зрителей (реально 25 000). После реконструкции 1980 года (надстройки верхних ярусов) максимальная вместимость поднялась до 50 тысяч человек.
В 2004 году на стадионе был проведён матч национальных сборных России и Эстонии в рамках отборочного цикла чемпионата мира 2006 года, завершившийся со счётом 4:0 в пользу сборной России. Спустя год на стадионе «Кубань» прошёл стыковой поединок молодёжного чемпионата Европы между сборной России и сборной Дании.
В начале 2005 года кубанская арена стала «домашней» для будущего обладателя Кубка УЕФА — ЦСКА, который одержал на её поле две важнейших победы на пути к Кубку: 2:0 над лиссабонской «Бенфикой» в первом матче 1/16 финала и 2:0 над белградским «Партизаном» в ответном матче 1/8 финала. Именно поэтому Краснодар стал первым российским городом после Москвы, в который «армейцы» привезли выигранный ими Кубок УЕФА для выставления на всеобщее обозрение — сначала в музее ФК «Кубань» на УТБ клуба, а затем на стадионе «Кубань».
В начале 2008 года на стадионе был проведён очередной ремонт, на северную, западную и восточную трибуны были установлены новые пластиковые сиденья на улучшенной основе, а также было установлено новое, современное цветное табло. В марте 2009 года был завершён очередной этап ремонта стадиона, в ходе которого были установлены пластиковые сиденья на южную трибуну и модифицированы беговые дорожки вокруг поля.
6 марта 2011 года на стадионе прошёл матч за Суперкубок России, в котором санкт-петербургский «Зенит» обыграл московский ЦСКА со счётом 1:0.
Планировалось, что очередная реконструкция арены начнётся уже во второй половине 2015 года, но руководство региона приняло решение приступить к реконструкции после чемпионата мира по футболу 2018 года.

## Матчи сборной России по футболу
Отборочная стадия XVIII чемпионата мира. Матч группы 3 зоны УЕФА
| 17 ноября 2004 | \| Россия \| 4:0 (3:0) \| Эстония \| \| Каряка 23′ · Измайлов 25′ · Сычёв 32′ · Лоськов 67′ (пен.) \| Голы \| \| | Стадион: «Кубань», Краснодар Зрителей: 29 000 Судья: Массимо Бузакка |
| Составы: Россия: Малафеев, Евсеев, Бугаев, Смертин (к), А. Березуцкий, Измайлов, Хохлов (Гусев, 88), Лоськов (Семшов, 81), Каряка, Кержаков, Сычёв. Эстония: Каалма, Аллас, Яэгер, Пииройя, Рооба (к), Ряхн, Теевер (Круглов, 90), Линдпере, Виикмяэ, Опер, Терехов (Клаван, 81). Предупреждения: Хохлов (87); Ряхн (76). | |                                                                      |
| Россия | 4:0 (3:0) | Эстония                                                              |
| Каряка 23′ · Измайлов 25′ · Сычёв 32′ · Лоськов 67′ (пен.) | Голы |                                                                      |

Товарищеский матч
| 14 ноября 2012 | \| Россия \| 2:2 (1:0) Отчёт \| США [8] \| \| Смолов 9′ · Широков 84′ (пен.) \| Голы \| Брэдли 76′ · Дискеруд 90+4′ \| | Стадион: «Кубань», Краснодар Зрителей: 28 000 Судья: Никола Риццоли |
| Составы: Россия: Габулов, Анюков (Янбаев, 59'), В. Березуцкий, Игнашевич, Ещенко, Широков, Денисов (к), Комбаров (Глушаков, 46'), Смолов (Григорьев, 11'; Черышев, 80'), Кокорин (Дзюба, 67'), Кержаков (Дзагоев, 46'). США: Ховард, Чэндлер, Боканегра (к) (Гудсон, 18'), Брэдли, Гомес (Клештан, 65'), Гатт (Агудело, 63'), Джонс, Уильямс (Эду, 73'), Алтидор (Бойд, 87'), Кэмерон (Дискеруд, 87'), Джонсон. Предупреждения: Брэдли (26'), Глушаков (51'), Кокорин (52'), Широков (77'), Гудсон (83'), Клештан (90+5'). | |                                                                     |
| Россия | 2:2 (1:0) Отчёт | США                                                                 |
| Смолов 9′ · Широков 84′ (пен.) | Голы | Брэдли 76′ · Дискеруд 90+4′                                         |

Товарищеский матч
| 5 марта 2014, 19:00 UTC+4 | \| Россия \| 2:0 (2:0) Отчёт \| Армения \| \| Кокорин 20′ · Д. Комбаров 44′ (пен.) \| Голы \| \| | Стадион: «Кубань», Краснодар Зрителей: 22 000 Судья: Альберто Ундиано Мальенко |
| Составы: Россия: Акинфеев, Ещенко (Козлов, 46), Игнашевич, В. Березуцкий, Д. Комбаров, Глушаков, Файзулин (Дзагоев, 46), Самедов (Щенников, 75), Широков (к) (Денисов, 46), Жирков (Кержаков, 46), Кокорин (Шатов, 63). Армения: Березовский, Мкоян (Амбарцумян, 79), Арзуманян, Ароян, Ар. Едигарян (Оганесян, 66), Г. Каспаров (Папикян, 82), Мкртчян, Мхитарян (Дашян, 63), Пиццелли, Саркисов (Арт. Едигарян, 46), Мовсисян (Адамян, 87). |                                                                                                  |                                                                                |
| Россия | 2:0 (2:0) Отчёт                                                                                  | Армения                                                                        |
| Кокорин 20′ · Д. Комбаров 44′ (пен.) | Голы                                                                                             |                                                                                |

Товарищеский матч
| 14 ноября 2015 | \| Россия \| 1:0 (0:0) Отчёт \| Португалия [13] \| \| Широков 89′ \| Голы \| \| | Стадион: «Кубань», Краснодар |
| Россия         | 1:0 (0:0) Отчёт                                                                 | Португалия                   |
| Широков 89′    | Голы                                                                            |                              |

## Основные характеристики стадиона
Год постройки: 1960
Общая вместимость: 31 654

7 ноября 2009 года. За час до матча «Кубань» — «Москва».

Информационное табло: 1 электронное, многоцветное
Осветительные мачты: 4 (на них установлено 230 прожекторов Philips Arena Vision (MVF 403/2 kW), которые обеспечивают вертикальную освещённость 1850 люкс)

### Поле
Размер игрового поля: 104 м х 70 м
Газон: естественный, травяной с подогревом

### Трибуны
Количество трибун: 4 («Запад», «Восток», «Север» и «Юг»)
Указана вместимость трибун по данным сайта стадиона, в скобках — по данным схемы на сайте ФК «Кубань».
- Трибуна «Запад» — 12 800 мест (11 733 места):
нижний ярус — 4 500 мест (4 468)
верхний ярус — 8 300 мест (7 265)
- Трибуна «Восток» — 16 000 (12 949):
нижний ярус — 5 100 мест (5 065)
верхний ярус — 10 900 мест (7 884)
- Трибуна «Север» (гостевая) — 3 200 мест (3 351)
- Трибуна «Юг» (фанатская) — 3 200 мест (3 188)

### Вместимость
Существуют две версии количества мест на стадионе. Сайт стадиона и сайт РФС указывают вместимость в 35 200 зрителей, сайт ФК «Кубань» — 31 654 зрителя. За счёт установки в 2008 и 2009 годах пластиковых сидений на южную и северную трибуны вместимость стадиона должна была увеличиться с 28 000 мест более, чем на 6 000. Однако руководством стадиона заявлялась вместимость в 32 000, которая впоследствии была снижена до 31 654. Согласно схеме стадиона на официальном сайте клуба, на стадионе установлены 31 221 зрительских кресла, однако эта схема не учитывает VIP-ложи между ярусами трибуны «Запад» и ложи прессы.
При этом, по информации клуба, на матче раунда плей-офф Лиги Европы «Кубань» — «Фейеноорд» присутствовало 32 275 зрителей, что не соответствует клубным данным по суммарной вместимости, особенно с учётом малого количества зрителей на северной (гостевой) трибуне на этой игре.

### Видеонаблюдение
Для проведения на стадионе матча за Суперкубок России в 2011 году, на «Кубани» было усилено видеонаблюдение. Таким образом, по количеству видеооборудования стадион стал вторым в России после «Лужников».

## Адрес
- 350038, Краснодар, ул. Железнодорожная, 49